# Jennifer Rubin
Jennifer Collene Rubin (ur. 3 kwietnia 1962 w Phoenix) – amerykańska aktorka i modelka.

## Filmografia
- The Twilight Zone (1985–1989) jako Amy (1987)
- Koszmar z ulicy Wiązów 3: Wojownicy snów (A Nightmare On Elm Street 3: Dream Warriors, 1987) jako Taryn White
- Blueberry Hill (1988) jako Ellie Dane
- Permanent Record (1988) jako Lauren
- Nocne koszmary (Bad Dreams, 1988) jako Cynthia
- Doors (The Doors, 1991) jako Edie
- Za dużo słońca (Too Much Sun, 1991) jako Gracia
- Zwariowany Fred (Drop Dead Fred, 1991) jako Allie Holton
- Ułuda (Delusion, 1991) jako Patti
- Niebezpieczne Piękno (Drop Dead Gorgeous, 1991) jako Allie Holton
- W sidłach strachu (The Fear Inside, 1992) jako Jane Caswell
- A Woman, Her Men, and Her Futon (1992) jako Helen
- Zauroczenie (The Crush, 1993) jako Amy Maddik
- Gorzkie żniwa (Bitter Harvest, 1993) jako Kelly Ann
- Pełne zaćmienie (Full Eclipse, 1993) jako Helen
- Ewangelia według Harry’ego (Gospel according to Harry, 1993) jako Karen
- Siła Coriolisa (The Coriolis Effect, 1994) jako Ruby
- Niewinni i skazani (Saints and Sinners, 1994) jako Eva
- Playmaker (1994) jako Jamie Harris
- Obcy w mroku nocy (Stranger by Night, 1994) jako dr Anne Richmond
- Czerwony skorpion 2 (Red Scorpion 2, 1994) jako Sam Guiness
- Frajer (Deceptions II: Edge of Deception, 1995) jako Irene Stadler
- Tajemnica Syriusza (Screamers, 1995) jako Jessica
- The Wasp Woman (1995) jako Janice
- Małe wiedźmy (Little Witches, 1996) jako Sister Sherilyn
- Jaskinia strachu (Twists of Terror, 1996) jako Amy
- Cena miłości (Loved, 1997) jako Debra Gill
- Plump Fiction (1997) jako Kandi Kane
- Ostatnie życie (Last Lives, 1997) jako Adrienne
- Śmierć w obiektywie (Road Kill, 1999) jako Blue
- Deal of a Lifetime (1999) jako Tina
- Mordercza obsesja (Sanctimony, 2000) jako Dorothy Smith
- Fatal Conflict (2000) jako Carla Nash
- Falcon Down (2000) jako Sharon Williams
- Bel Air (2000) jako Sara
- Amazonki i gladiatorzy (Amazons and Gladiators, 2001) jako Ione
- She Said I Love You (2001) jako dr Valdes
- Reunion (2001) jako Jeanie
- Poza sprawiedliwością (Lawless: Beyond Justice, 2001) jako Lana Vitale